# (182934) 2002 GJ32
(182934) 2002 GJ32 est un objet transneptunien de la famille des cubewanos.

## Caractéristiques
2002 GJ32 mesure environ 224 km de diamètre.

## Orbite
L'orbite de 2002 GJ32 possède un demi-grand axe de 44,088 ua et une période orbitale d'environ 293 ans. Son périhélie l'amène à 39,31 ua du Soleil et son aphélie l'en éloigne de 48,866 ua. Il s'agit d'un cubewano.

## Découverte
2002 GJ32 a été découvert le 8 avril 2002.